# Гьон II Кастриоти
Гьон II Кастриоти (около 1456 — 2 августа 1514) — правитель княжества Кастриоти (1468—1474). Единственный сын албанского полководца Скандербега (Георгия Кастриоти) (1405—1468) и Доники Арианити (1428—1505/1506), дочери Георгия Арианити Комнена (1383—1462).

## Биография
25 сентября 1463 года получил почетный титул патриция Венецианской республики, так его отец Скандербег заключил союз с венецианцами против турок-османов.
В январе 1468 года после смерти своего отца Скандербега Гьон стал правителем Круи и отцовского княжества Кастриоти. Его отец в течение десятилетий вёл успешную борьбу против агрессии Османской империи. Юный Гьон Кастриоти не мог возглавить антиосманскую коалицию албанских князей, которой успешно руководил его прославленный отец. Во главе коалиции албанских князей встал Лека Дукаджини (1410—1481), ближайший сподвижник Скандербега.
В 1474 году Гьон Кастриоти, не сумевший защитить свои владения от турецкой агрессии, уступил крепость Крую Венецианской республике.
Вместе со своей матерью Доникой Кастриоти Гьон переселился в Италию, где поступил на службу к неаполитанскому королю Фердинанду I. Здесь от своего нового сюзерена он получил титулы герцога Сан-Пьетро ин Галатина (1485), графа Солето, сеньора де Монте-Сант-Анджело и Сан-Джованни-Ротондо. В 1495 году неаполитанский король Фердинанд I передал ему во владение сеньории Гальяно-дель-Капо и Ория в Апулии.
Весной 1481 года Гьон Кастриоти принял участие в антиосманском восстании в Албании. Он высадился на албанском побережье и укрепился в Химаре, откуда начал борьбу против турок-османов. Он собрал под своим командованием около семи тысяч воинов. В течение трёх лет он вел борьбу с турками-османами в районе между Круей и Влёрой. В июне 1481 года Гьон Кастриоти поддержал Ивана Черноевича в борьбе с турками за княжество Зета. Летом 1484 года Гьон Кастриоти вынужден был удалиться из Албании в Италию.

## Семья и дети
Он был женат на Ирине Бранкович, дочери сербского деспота Лазаря Бранковича и правнучке византийского императора Мануила II Палеолога. Их дети:
- Георгий (ум. 1540), в 1499—1501 годах сражался на стороне Венеции с турками в Албании
- Константин (1477—1500), епископ Изерния (1498)
- Ферранте (ум. 1561), герцог де Сан-Пьетро ин Галатина и граф де Солето
- Мария (ум. 1560)
- Федерико (ум. 1503)